# Кортиљија-Прести Сан Лоренцо (Палермо)
Кортиљија-Прести Сан Лоренцо је насеље у Италији у округу Палермо, региону Сицилија.
Према процени из 2011. у насељу је живело 292 становника. Насеље се налази на надморској висини од 285 м.